# Histogram
Een histogram of kolommendiagram is de grafische weergave van de frequentieverdeling van in klassen gegroepeerde data, afkomstig uit een continue kansverdeling. Dit diagram toont kolommen met oppervlakte ter grootte van de (relatieve) frequenties opgericht boven de klassen. Een histogram geeft een beeld van de kansdichtheid waaruit de data afkomstig zijn. Een histogram is de tegenhanger van een staafdiagram bij discrete verdelingen. 

## Voorbeeld
Van 100 volwassen vrouwen is het gewicht (in kg) bepaald. De data zijn gegroepeerd in klassen, wat de onderstaande frequentieverdeling opleverde.
| klasse (kg) | frequentie (aantal) | klassenbreedte (kg) | freq. dichtheid (per kg) |
|             |                     |                     |                          |
| 40 –< 60    | 7                   | 20                  | 0,35                     |
| 60 –< 70    | 12                  | 10                  | 1,20                     |
| 70 –< 75    | 22                  | 5                   | 4,40                     |
| 75 –< 80    | 31                  | 5                   | 6,20                     |
| 80 –< 85    | 17                  | 5                   | 3,40                     |
| 85 –< 90    | 9                   | 5                   | 1,80                     |
| 90 –< 110   | 2                   | 20                  | 0,10                     |
De laatste kolom in de tabel geeft de frequentiedichtheid, de frequentie gedeeld door de klassenbreedte, die aangeeft hoe dicht de data in die klasse opeen liggen. Het is deze frequentiedichtheid die als hoogte van de kolommen in de grafiek wordt uitgezet om een goed histogram te krijgen. De oppervlakte van een kolom geeft het aantal in de klasse aan.